# Polityka rynku wewnętrznego
Polityka rynku wewnętrznego – jedna z unijnych polityk opierająca się na utworzonym wspólnym rynku wewnętrznym (tzw. jednolitym rynku). Pierwsze kroki ku jego utworzeniu poczyniono już w latach 60 XX w., tworząc unię celną. Stopniowo odchodzono jednak od tej idei na rzecz indywidualnych interesów państw. W związku z tym w 1985 roku na kolejnych posiedzeniach Rady Unii Europejskiej – w marcu w Brukseli i w czerwcu w Mediolanie – postanowiono podjąć bardziej racjonalne działania służące utworzeniu rynku wewnętrznego.
Na szczycie brukselskim rada przyjęła jako zadanie priorytetowe stworzenie rynku wewnętrznego do końca 1992 roku i zobowiązała Komisję Europejską do opracowania szczegółowego harmonogramu działań. W Mediolanie podjęto decyzję o zwołaniu konferencji międzyrządowej, która w kontekście proponowanych przedsięwzięć rozpatrywałaby celowość i zakres merytoryczny modyfikacji traktatów rzymskich. Na szczycie mediolańskim został też przyjęty program realizacji rynku wewnętrznego (przygotowany przez lorda Francisa Arthura Cockfielda, pełniącego wówczas funkcję komisarza ds. rynku wewnętrznego). Dokument ten zwany jest także Białą Księgą. Weszła ona w życie 1 stycznia 1986 roku.
Celem sformułowanego programu rynku wewnętrznego było zapewnienie, poprzez eliminację istniejących barier, liberalizacji transferu towarów, osób, usług i kapitału. Program określił 3 rodzaje barier: bariery fizyczne, techniczne i fiskalne, definiował metody ich likwidacji, oraz przewidywał harmonogram działań niezbędnych do jego zrealizowania na szczeblu wspólnotowym.
Program określony w Białej Księdze wywarł istotny wpływ na treść Jednolitego Aktu Europejskiego. JAE określa rynek wewnętrzny jako "obszar bez granic wewnętrznych, na którym zostaje zapewniony wolny przepływ towarów, osób, usług i kapitału". W akcie tym ustalono także dokładną datę utworzenia jednolitego rynku, tj. 31 grudnia 1992 r.
Koszty utworzenia rynku zostały poddane szczegółowej analizie i oszacowane w Raport Cecchiniego. Raport pt. Europa 1992 – wielkie wyzwanie, przygotowany na zlecenie Komisji Europejskiej, został przedłożony 29 marca 1988 r.
W październiku 1996 roku Komisja opracowała raport analizujący efekty wdrażania programu rynku wewnętrznego w latach 1987-1993. Według szacunków Komisji w okresie tym nastąpił wzrost PKB o 1,1-1,5%, wzrost inwestycji o 2,7% oraz utworzenie 300-900 tys. dodatkowych miejsc pracy. Do niewątpliwie pozytywnych aspektów można zaliczyć m.in. spadek inflacji, wzrost konkurencji, intensyfikację handlu wewnętrznego i zagranicznych inwestycji bezpośrednich, strukturalne zmiany rynkowe uwarunkowane fuzjami firm.
Oczywiste jest, że aby wprowadzić jednolity rynek, konieczna była modyfikacja prawa. Niestety warunek ten nie był spełniony do końca 1992 r. (wprowadzono wtedy ok. 260 aktów z 282 koniecznych). Oprócz legislacji pojawiło się jeszcze wiele innych problemów, takich jak niezgodności co do harmonizacji prawa o spółkach, transferu nowych technologii, liberalizacji świadczenia usług czy ujednolicenia rozwiązań fiskalnych. W związku z tym w maju 1996 roku Komisja Europejska opracowała projekt SLIM, mający na celu upraszczanie ustawodawstwa w obszarze rynku wewnętrznego poprzez systematyczną weryfikację istniejącej legislacji wspólnotowej i określania regulacji, których transpozycja sprawia problemy podmiotom gospodarczym.
Znaczący postęp funkcjonowania rynku wewnętrznego osiągnięto dzięki kolejnemu planowi (Single Market Action Plan), zatwierdzonemu w perspektywie wprowadzania euro przez Radę Europejską, obradującą na szczycie w Amsterdamie w czerwcu 1997 roku.
Aby rynek poprawnie działał, konieczna jest nie tylko harmonizacja prawna, ale także koordynacja działania polityk, które go umacniają tj.: polityka konkurencji, polityka handlowa, polityka transportowa, przemysłowa, polityka ochrony środowiska naturalnego, polityka regionalna i polityka spójności społeczno-ekonomicznej.